# Лорел (Монтана)
Лорел (англ. Laurel) — город в округе Йеллоустон в штате Монтана США. По данным переписи 2020 года, численность населения составляла 7222 человека.

## История
До того, как Лорел стал городом или общиной, люди проходили через это место во время золотой лихорадки, когда в верховьях Кларкс-Форк-Йеллостон было обнаружено золото. Они приезжали на упряжках и фургонах, а также на небольших пароходах по реке Йеллоустон. Правительство планировало построить железную дорогу к западному побережью и отправило бригады геодезистов, чтобы составить карту страны по самому прямому маршруту. Многие из старателей, отправившихся на запад в поисках золота, посчитали, что его можно найти и в других частях штата, поэтому некоторые вернулись в Йеллоустонскую долину, а другие приехали с Востока и поселились здесь. Однако это произошло только после резни Кастера в 1876 году. Только в 1877 году, после того как силы сиу были сломлены, белые люди почувствовали себя в безопасности в долине Йеллоустоун. Таким образом, пока память о резне генерала Кастера и его команды на реке Литл-Бигхорн была ещё свежа в памяти поселенцев Монтаны, в долине Йеллоустоун было основано небольшое сообщество.
История Лорела началась, когда поселенцы начали строить свои дома в окрестностях в 1879 году. Был построен секционный дом, который служил депо и почтовым отделением, расположенный примерно там, где находится Хобо-Хилл, или недалеко от центра нынешних железнодорожных сортировочных станций к востоку от Лорела. Железная дорога приблизилась к Лорелу с востока, вверх по долине Йеллоустон летом 1882 года. К этому времени в общине было около 200 человек. С появлением железной дороги население выросло до 368 в 1900 году, 806 в 1910 году и 2338 в 1920 году.
Лорел изначально был известен как станция Карлтон. Однако к 1883 году его название было изменено на Лорел, в честь местного кустарника. Почтовое отделение было открыто в 1886 году. Лорел считался городом в 1906 году, но только в августе 1908 года он стал инкорпорированным, а два месяца спустя, 10 октября 1908 года, было создано городское правительство с выборами городского совета и мэра.

## География
Лорел расположен на 45°40′26″ с.ш., 108°46′15″ з.д. (45.673986, -108.770893).
По данным Бюро переписи населения США, общая площадь города составляет 2,605 квадратных миль (6,75 км²), из которых суша и 0,002 квадратных мили (0,01 км²) — вода.

## Демография

### Перепись 2020 года
По данным переписи населения 2020 года в городе проживало 7222 человека, были 2960 домохозяйств и 1859 семей.